# آب‌پوشی موکایاما
آب‌پوشی موکایاما یا هیدراتاسیون موکایاما(به انگلیسی: Mukaiyama hydration) یک واکنش آلی است که شامل افزودن یک اکی‌والان آب به یک اولفین در حضور کاتالیزور کمپلکس بیس(استیل‌استوناتو)کبالت(II)، فنیل‌سیلان و اکسیژن هوا بود و منجر به تولید یک الکل طبق قاعده انتخاب مارکونیکوف می شود.
این واکنش توسط تروآکی موکایاما در صنایع پتروشیمی میتسویی توسعه داده شد. کشف این فرایند بر اساس کار قبلی صورت گرفته پیرامون آب‌پوشی انتخابی الفین‌های کاتالیز شده توسط کمپلکس‌های کبالت با لیگاندهای شیف‌باز و لیگاندهای پورفیرین بود. با توجه شیمی گزین بودن و شرایط معدل برای این واکنش، آب‌پوشی موکایاما تبدیل به یک ابزار باارزش در سنتز شیمیایی در صنایع شد.